# Imortal Desportivo Clube
Il Imortal Desportivo Clube è una squadra calcio portoghese, con sede a Albufeira, nel distretto di Faro.

## Storia
La squadra venne fondata il 26 giugno 1920. Ha sempre militato nei campionati inferiori portoghesi, raggiungendo solo a cavallo tra il 1999 ed il 2001 la serie cadetta grazie alla vittoria del girone Zona Sul della Segunda Divisão B 1998-1999. Nella stagione 1999-2000 la squadra ottenne il quindicesimo posto, mentre in quella seguente il diciassettesimo posto, retrocedendo così in terza serie.

## Strutture

### Stadio

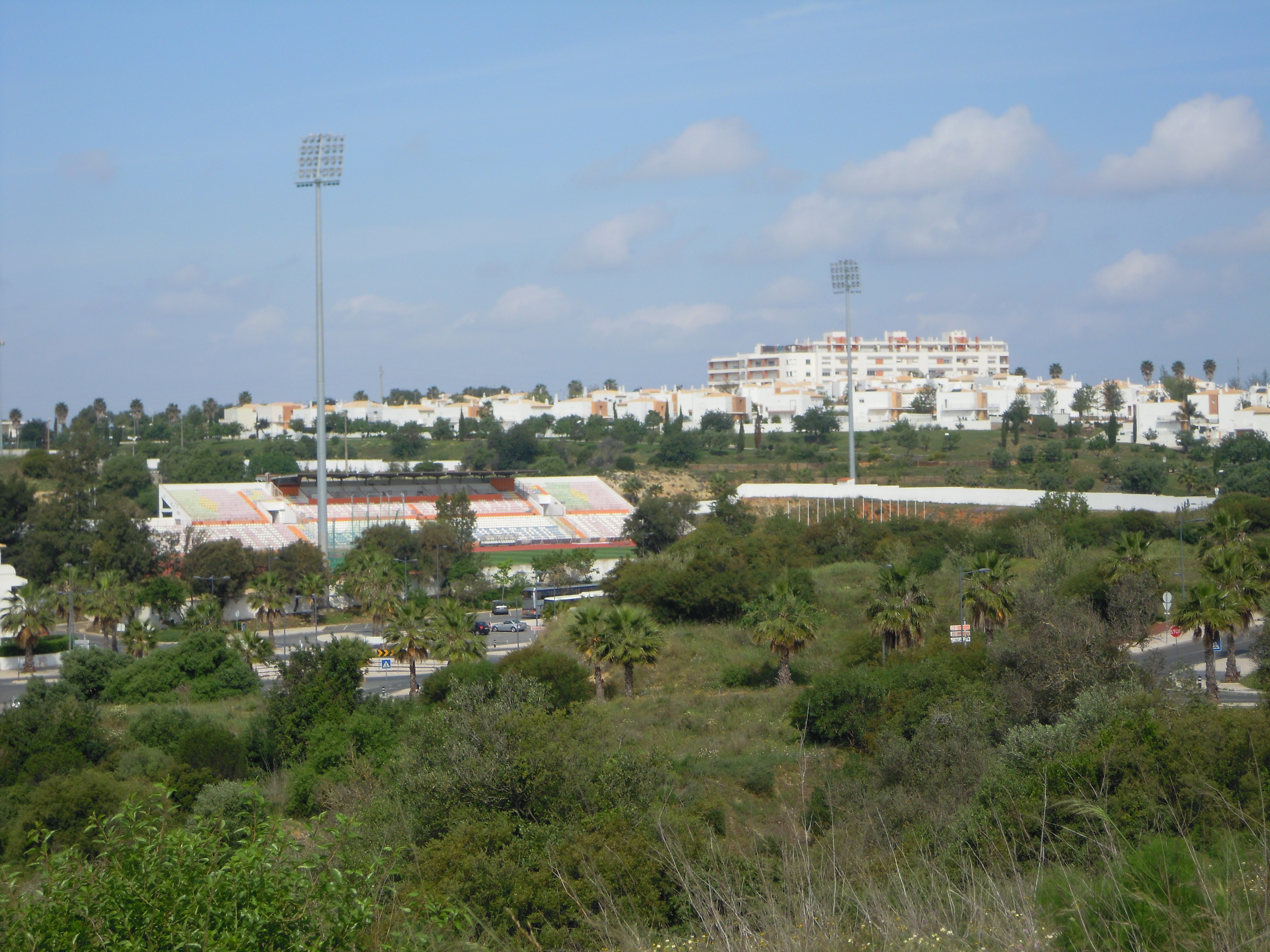
L'Estádio Municipal di Albufeira

L'Imortal gioca nell'estádio Municipal di Albufeira, nella regione di Algarve.

## Allenatori
- Josef Fabian (1983-1984)
- Amílcar Fonseca (1998)
- Ricardo Formosinho (1998-1999)
- Paco Fortes (1999-2000)
- Manuel Gomes (2000-2001)

## Palmarès

### Competizioni nazionali
- Segunda Divisão B: 1

1998-1999